# Огоуе-Лоло
Огоуе-Лоло (на френски: Ogooué-Lolo) е една от деветте провинции в Габон. Областният град на провинцията е Кула Муту, с население от около 16 000 души. Той е деветият по големина град в Габон и дом на малко повече от 1/3 от населението на провинцията.
- Площ: 25 380 km²
- Население (2013 г.): 65 771 жители.[1]

На юг Огоуе-Лоло граничи с регион Ниари в Република Конго. В Габон граничи със следните провинции:
- Нгуние – на запад
- Средно Огоуе – на северозапад
- Огоуе-Ивиндо – на север
- Горно Огоуе – на изток

## Департаменти
Провинция Огоуе-Лоло е разделена на 3 департамента (окръжните градове са посочени в скоби):
- Лоло-Буенгиди (Кула Муту)
- Ломбо-Буенгиди (Пана)
- Мулунду (Ластурсвил)